# Artéria meníngea média
A artéria meníngea média é uma artéria da cabeça, ramo da artéria maxilar que se percorre o espaço virtual entre a duramáter (meninge mais externa e espessa) e osso temporal e seus ramos alcançam o osso parietal. A rotura da artéria meníngea em traumatismos de crânio é relativamente comum em fraturas do osso temporal e pode provocar o aparecimento de hemorragia local, o hematoma extradural (também conhecido como epidural) que pode ou não necessitar ser retirado por neurocirurgia, dependendo de seu tamanho.

## Ramos
A artéria se divide em dois ramos: anterior e posterior.
O ramo anterior irriga a região parietal e a região occipital. O ramo posterior irriga a região temporal.